# Програма Гейзенберга

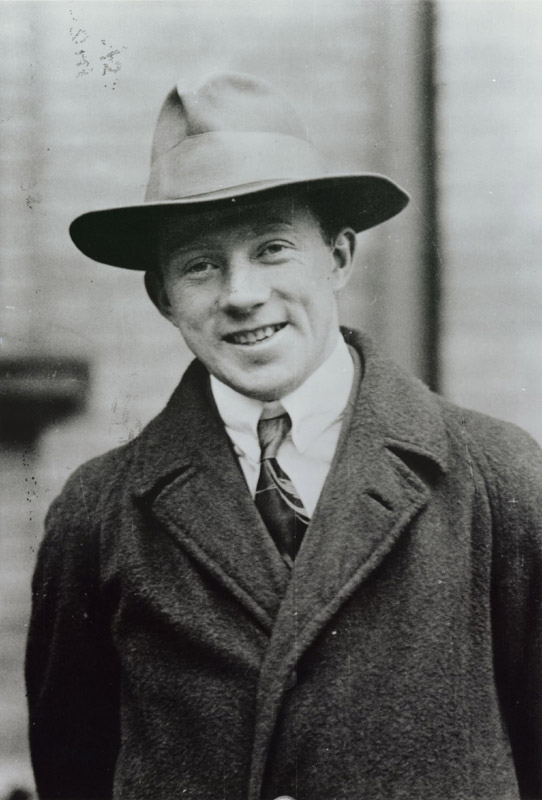
Вернер Карл Гейзенберг

Стипендія Гейзенберга Німецького дослідницького фонду (DFG) була названа на честь німецького фізика Вернера Гейзенберга (1901—1976), який у 31 рік отримав Нобелівську премію з фізики. Ця престижна програма спрямована на видатних вчених, які ще не є професорами, але відповідають усім вимогам для призначення на посаду постійного професора, і служить для просування цих молодих вчених.
Вона включала стипендію Гейзенберга з 1977 року, професорську посаду Гайзенберга з 2005 року та посаду Гайзенберга з 2018 року. Програма в першу чергу не призначена для фінансування конкретних дослідницьких проєктів, а радше для надання індивідуальної підтримки видатним молодшим співробітникам, які повинні мати можливість залишатися в науці. Вона має на меті дати можливість цим ученим підвищити свої шанси на призначення, підготуватися до наукової керівної посади та працювати над подальшими темами дослідження протягом цього часу. Максимальний термін фінансування — п'ять років. Зазвичай габілітація є необхідною умовою для подання заявки на вступ до програми.
У липні 2017 року головний комітет Німецького дослідницького фонду (DFG) вирішив, що програма Гейзенберга буде припинена з 1 січня 2018 року, вибір фінансування став можливим за допомогою стипендії Гейзенберга, посади Гейзенберга, ротаційної посади Гейзенберга або професорської посади Гейзенберга. Після затвердження вступу на програму можна було вибрати між чотирма науково еквівалентними варіантами, а також їх можна було змінити (повторно) протягом семестру:
- Стипендію Гайзенберга можна використовувати в Німеччині чи за кордоном.
- Посада Гейзенберга призначена для Німеччини, але вона також дозволяє короткострокове або середньострокове перебування за кордоном. Це тимчасова наукова посада в університеті, який фінансується DFG.
- Професура Гейзенберга вимагає, щоб відповідний університет продовжував фінансувати посаду після закінчення фінансування DFG, тобто перетворити її принаймні на постійну професорську посаду W2.
- Ротаційна посада Гейзенберга призначена для вчених-клініків, які можуть приділити частину свого часу для досліджень.

Наразі стипендія Гейзенберга (в тому числі додаткові збори) приблизно 4800 євро на місяць, при цьому стипендіат не повинен сплачувати внески на соціальне страхування. При необхідності можна обрати приватну медичну страховку; у цьому випадку DFG не надає жодних грантів на підставі положень, які застосовуються до федеральних державних службовців, але виплачує субсидію на витрати на медичне страхування на основі § 257 SGB V, які зазвичай сплачує роботодавець у контексті трудових відносин. Стипендіати можуть подати заявку на додаткове фінансування персоналу, обладнання, поїздок та публікацій.
Учасник повинен бути призначені на посаду професора Гейзенберга відповідним університетом. Це повноцінна посада викладача університету, яка може бути оплачена відповідно до W2 або W3, і буде перетворена (частково після проміжного оцінювання) на постійну професорську посаду не пізніше п'яти років, яка після цього фінансуватиметься коштом університету.
В цілому, стипендія Гейзенберга — це питання приватного фінансування, але німецькі університети використовують високу репутацію програми, щоб продемонструвати власну якість і активно формувати власний структурний розвиток і профіль.